# Xylocopa mexicanorum
Xylocopa mexicanorum é uma espécie de abelha carpinteiro da família Apidae. É encontrado na América Central e na América do Norte.

## Leituras recomendadas
- Arnett, Ross H. Jr. (2000). American Insects: A Handbook of the Insects of America North of Mexico 2nd ed. [S.l.]: CRC Press. ISBN 0-8493-0212-9
- Eardley, C.D. (1987). Catalogue of Apoidea (Hymenoptera) in Africa south of the Sahara, Part 1, The genus Xylocopa Latreille (Anthophoridae). Col: Entomology Memoir, 70. [S.l.: s.n.] ISBN 0 621 10777 8
- Krombein, Karl V.; Hurd Jr., Paul D. Jr.; Smith, David R.; Burks, B.D., eds. (1979). «Catalog of Hymenoptera in America North of Mexico». Smithsonian Institution Press. Consultado em 30 de abril de 2018